# 신월로
신월로(新月路)는 서울특별시 양천구 신월동 까치울터널에서 진명여고사거리를 잇는 왕복 6차선 도로이다.

## 노선
- 까치울터널 - 강월초등학교 - 신월지하차도 - 신곡시장 - 신월2동 치안센터 - 신정네거리역 사거리 - 옛 세풍운수 종점 - 서울남부지방법원 · 검찰청 - 진명여고사거리

## 연결 도로
신월로의 기점인 까치울터널에서 부천시 여월로로 이어진다. 종점 진명여고사거리에서는 등촌로와 만나서 끊긴다.

## 주요 건물 및 시설
- 서울남부지방검찰청 (서울특별시 양천구 신월로 390)
- 서울남부지방법원 (서울특별시 양찬구 신월로 386)